# Calycocarpum lyonii
Calycocarpum lyonii là một loài thực vật có hoa trong họ Biển bức cát. Loài này được (Pursh) Nutt. ex A.Gray mô tả khoa học đầu tiên năm 1848.